# Форкола
Фо̀ркола (на италиански: Forcola, на западноломбардски: Fùrcula, Фуркула) е община в Северна Италия, провинция Сондрио, регион Ломбардия. Разположено е на 289 m надморска височина. Населението на общината е 842 души (към 2010 г.).
 Административен център на общината е село Сирта (Sirta).